# Yolanda Regidor
Yolanda Regidor es una escritora española, nacida en Cáceres en 1970. Es autora de las novelas: La piel del camaleón (2012), Ego y yo (Premio Jaén de Novela, 2014) y La espina del gato (2017), que recibieron una gran acogida por parte del público y la crítica. La última cabaña (Lumen, 2022) es su novela más reciente. Sus relatos han sido publicados en varias antologías y ha colaborado con artículos para revistas y publicaciones diversas.

## Biografía
Yolanda Regidor nació en Cáceres en 1970.  Se licenció en Derecho y obtuvo un máster en Psicosociología. Es formadora ocupacional y antes de dedicarse a la literatura, trabajaba como asesora jurídica y docente en programas de inserción sociolaboral; actualmente, de forma eventual colabora en dichos proyectos, compaginándolo con la escritura.
Debutó con La piel del camaleón (Arcopress, 2012), novela que tuvo una acogida muy buena por parte del público y de la crítica, y fue lectura recomendada por la Real Academia de Extremadura de las Letras. Con su siguiente obra, Ego y yo (Almuzara, 2014), logra el XXX Premio Jaén de Novela. Poco después, es invitada como novelista a la Feria del Libro y la Cultura en Medellín, Colombia, y una de las autoras elegidas para la campaña de fomento a la lectura de la Junta de Extremadura. Su calidad literaria vuelve a ser reconocida en su tercer trabajo, La espina del gato (Berenice, Almuzara, 2017), novela ambientada en el momento histórico de la Guerra Civil y en la que sorprende a sus lectores con un registro inesperado; algo que vuelve a conseguir con su obra más reciente: La última cabaña, una novela extrema sobre la soledad y la vida salvaje, publicada por Lumen en 2022, año que es seleccionada por el Ministerio de Cultura para representar a España en la Feria del Libro de Manizales. 
Sus relatos han sido incluidos en varias antologías y ha colaborado con artículos para revistas y otros medios impresos. 
Forma parte del Comité organizador y es miembro del jurado de los Premios periodísticos Francisco Valdés y Santiago Castelo, respectivamente.

## Su literatura
En la escritura de Regidor hay una profunda curiosidad por la naturaleza humana, por llegar a comprender las emociones y de qué manera se condicionan y determinan los comportamientos de las personas. Parece que lo diseccionara en cuadrículas de espacio-tiempo, las observara bajo el microscopio y así nos cuenta lo que no se ve a simple vista, lo que no sirve para dar respuestas, sino para generar aún más preguntas.
Se mueve cómoda fondeando en la complejidad psíquica, mostrando claramente interés por problemas sociales, la influencia de la familia y de la educación en la niñez y, posteriormente, su efecto en la juventud, “esa etapa intermedia de la vida donde nada está claro aún, pero en la que tienes que elegirlo todo». Trata de profundizar en las conductas y sentimientos, en cómo nuestro futuro está indefectiblemente condicionado por nuestro pasado.
Así, Yolanda Regidor crea personajes como grandes meteoritos: van emitiendo mucha luz y el impacto final levanta un polvo incómodo que hace toser; personajes complejos, problematizados, vulnerables y contradictorios;  personajes que se definen desde una idea constructivista, es decir, se construyen a sí mismos con base en su percepción de la vida.
“La pupila es la entrada a un agujero negro. La pupila no tiene filtro, lo absorbe todo y nunca sabemos a dónde van a parar las cosas que vemos, que vivimos; solo sabemos que esa "materia" que entra por ahí, deforma nuestro espacio-tiempo, y casi nunca podemos prever las consecuencias de eso en el universo de nuestra mente”. (cita de la autora)
Maneja una prosa fuerte y eficaz, una narrativa potente en la que destacan los principios intensos, los diálogos, de una naturalidad sumamente lograda, una gran destreza para la analepsis, los espacios para la reflexión y los finales paradójicos.
En su primera novela, La Piel del Camaleón, aborda el tema de cómo llegar a ser uno mismo, tema intemporal pero que ella centra en la generación X como arquetípica de un sentir generalizado en los jóvenes de aquellos años.  Ambientada en la Salamanca de los años 90, la autora realiza una radiografía certera e impecable del ambiente de la época, dando vida a personajes muy cercanos. “La Piel del Camaleón” es una similitud que se hace a lo largo de la novela con nuestra propia piel, identificando la conducta humana con ese fenómeno llamado cripsis o mimetismo por el que los animales se adaptan al medio que los rodea, bien para atacar o para defenderse ocultándose de sus depredadores.
En 2014 se hace con el Premio Jaén de Novela  por su obra “Ego y Yo”. A juicio del jurado, la novela de Yolanda Regidor fue merecedora de este galardón por su agudeza al explorar “la complejidad del ser humano en el contexto de una historia que, a pesar de su marcada crudeza, contiene momentos de intenso lirismo”.
Si en “La Piel del camaleón”, Regidor se planteaba la cuestión de cómo ser uno mismo, en esta segunda da un paso más y se plantea cómo descansar de serlo. “Ego y Yo” es una historia insólita y dura que cautiva porque revela, a través de las vicisitudes por las que pasan sus dos personajes principales, lo que en última instancia somos todos. 'Una novela asombrosa. Impactante. Sus frases me acompañaron durante días', comenta la escritora y periodista Teresa Viejo sobre esta obra que relata en primera persona los avatares de dos amigos de la infancia, dos jóvenes que emprenden un periplo de tan solo cuatro días. Un viaje sin un destino claro en el que ambos protagonistas vivirán, gracias o a pesar de su acompañante, experiencias con las que no contaban. A lo largo del camino evocarán momentos pasados de vital importancia para ambos, y en especial un hecho que les unirá inexorablemente. Sin embargo, más allá de la trama de road movie,  Ego y yo es una obra compleja, profunda y freudiana, que esconde en su interior una baza que el lector no descifrará por entero hasta el mismo desenlace, y que propicia una aguda y honda reflexión sobre nuestra propia naturaleza, una magistral vuelta de tuerca a la trama, que nos obliga a cuestionarnos todo lo sucedido hasta ese momento. El talento de la autora para construir diálogos veraces, sonoros, vuelve a brillar como lo hiciera en su anterior obra, esta vez con una lograda voz masculina.
La "Espina del Gato" es su tercera novela. En ella cambia de registro para meterse en la piel de una octogenaria superviviente de la Guerra Civil, que va dando forma a sus memorias de aquellos días, en Madrid, mientras espera reencontrarse con el que ha creído siempre el amor de su vida. La narradora va haciendo un “zapping” entre sus recuerdos, de tal forma que alterna el relato de los días de guerra siendo niña, -momento en el que conoce al chiquillo del que ha estado siempre prendada- con los de la mujer madura que fue en la posguerra -en la que, casada con otro, lleva una vida de alta burguesía-, y una tercera narración: la de su momento presente, anciana y ya viuda.
El instinto de supervivencia y el miedo a la soledad vuelven aquí a ser sus puntos de partida para ofrecernos un ambicioso relato 'a tres voces propias' en el que destaca un lenguaje muy depurado y un trabajo de documentación con el que consigue plena fidelidad a los acontecimientos y hechos históricos.
Acerca de su trabajo más reciente, "La última cabaña" (Lumen, 2022), la crítica ha dicho:
«Con una escritura absolutamente deslumbrante, Yolanda Regidor nos cuenta cómo se puede salir del abismo palabra a palabra».
Rosa Montero
«La última cabaña es una novela llena de intensidad, de misterio y de abismos. Un viaje a los escondites y los enigmas del pasado, donde hay amor y hay violencia aún palpitantes. Una historia con arenas movedizas,en donde una voz en primera persona revela una manera de vivir y de sentir que no dejará indiferente al lector».
Manuel Vilas
«Un grito a favor de la pausa, contra la prisa de la humanidad, que nos cuestiona qué estamos haciendo con nuestras vidas.»
Núria Escur, La Vanguardia
«La historia de un hombre abandonado a sí mismo que busca, a través de la pureza de la soledad, tocar una limpieza que hace tiempo le es ajena. Un viaje al centro de la quietud.»
Zenda
«Una de las novelas más extremas de la literatura española más reciente […] que demuestra que en el silencio de la naturaleza la pena puede aullar con más fuerza pero que también existe brea lo suficientemente consistente como para ayudar a enhebrar la más antigua y profunda de las heridas.»
Octavio Gómez Milián, Zona de Obras

## Obra
Novelas:

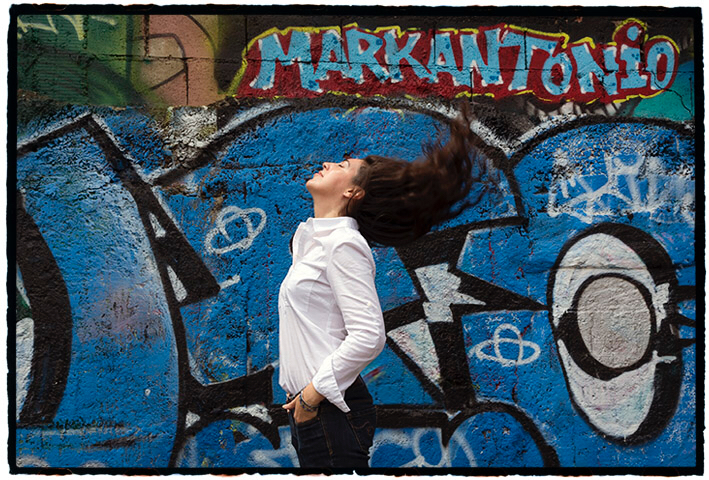
Daniel Mordzinski

- La piel del camaleón (Arcopress, 2012)
- Ego y yo  (Premio Jaén Novela, Almuzara, 2014)
- La espina del gato (Berenice, 2017)
- La última cabaña (Lumen, 2022)

Relatos:
‘Con razón dice mi padre’, Antología Siete7 (Trabe, 2019); Antología Basta (Diputación de Badajoz, 2018); Revista El Espejo (AEEX, 2018)  
‘El desgarro’, Antología Letras para crecer (Norbanova, 2019)
Textos y artículos en diversas publicaciones como Barcelona Review, Norbania, PAEM, Cámara de Comercio...

## Premios
- XXX Premio Jaén de novela por Ego y yo (2014).